# St. Paulus (Göttingen)

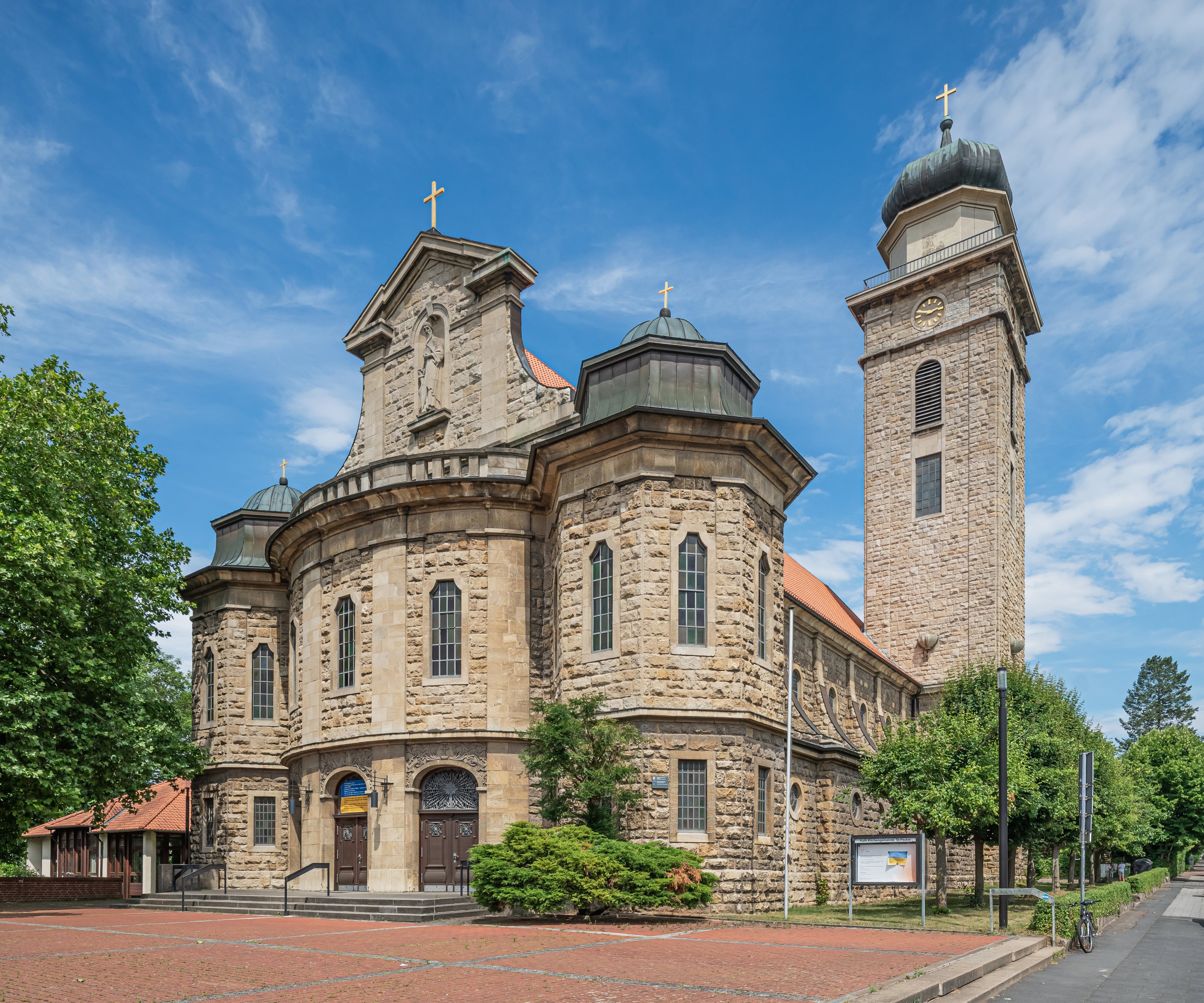
St. Paulus, Göttingen

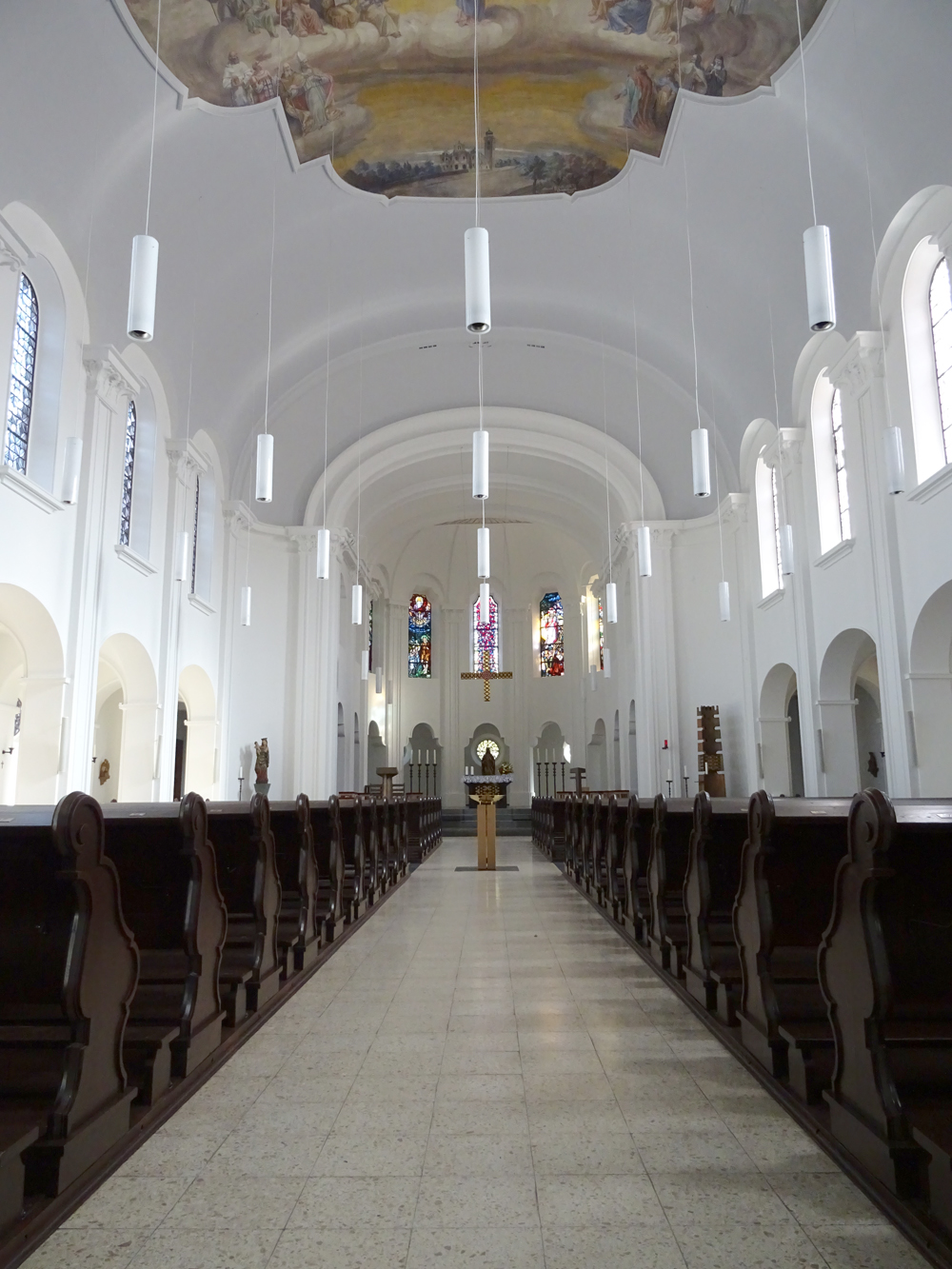
Innenraum nach Osten (Aufnahme 2020)

St. Paulus ist eine neobarocke katholische Pfarrkirche in Göttingen. Sie steht im unteren Ostviertel an der Wilhelm-Weber-Straße. Ihre Pfarrgemeinde gehört zum Dekanat Göttingen des Bistums Hildesheim in Niedersachsen (Deutschland).

## Geschichte
Erst nahezu 150 Jahre nach dem Bau von St. Michael wurde mit St. Paulus ab 1927 der zweite nachreformatorische katholische Kirchenbau in der Stadt errichtet. Die Stellung der katholischen Kirche in der mehrheitlich protestantischen Stadt war noch zu Beginn der 1920er Jahre schwierig. Die Initiative zum Neubau im Ostviertel, das heißt „in bester Lage Göttingens“, ging maßgeblich von dem 1921 nach Göttingen berufenen Pfarrer Johannes Maring aus. Der Grundstückskauf im protestantischen Göttingen musste 1926 immerhin noch durch einen evangelischen Strohmann erfolgen. Die Mittel für den Kirchenbau kamen nach jahrelanger örtlicher und internationaler Spendenwerbung sowie durch einen Beitrag des Bonifatiuswerks zusammen.
Am 14. November 1927 erfolgte der erste Spatenstich und am 26. Februar 1928 wurde der Grundstein gelegt. Am Sonntag, dem 21. Juli 1929, wurde der Kirchenbau im Rahmen großer Festveranstaltungen vom Hildesheimer Bischof Nikolaus Bares geweiht und unter den Schutz des Apostels Paulus von Tarsus gestellt, gefolgt von einem Pontifikalamt und einem Festessen.
Der Entwurf zur Architektur und von Teilen der Ausstattung stammte von dem Architekten Adam Weinhag (1879–1937) aus Essen. Die örtliche Bauausführung oblag dem Göttinger Baugeschäft von Wilhelm Rathkamp. Die Baukosten betrugen am Ende mehr als das Doppelte, was eine Erklärung für die teilweise erst Jahre später fertiggestellte Innenausstattung ist.
Im Zweiten Weltkrieg wurde das Gebäude nur wenig beschädigt, so dass der Außenbau vollständig und die originale Innenausstattung teilweise erhalten blieb.

## Architektur und Ausstattung

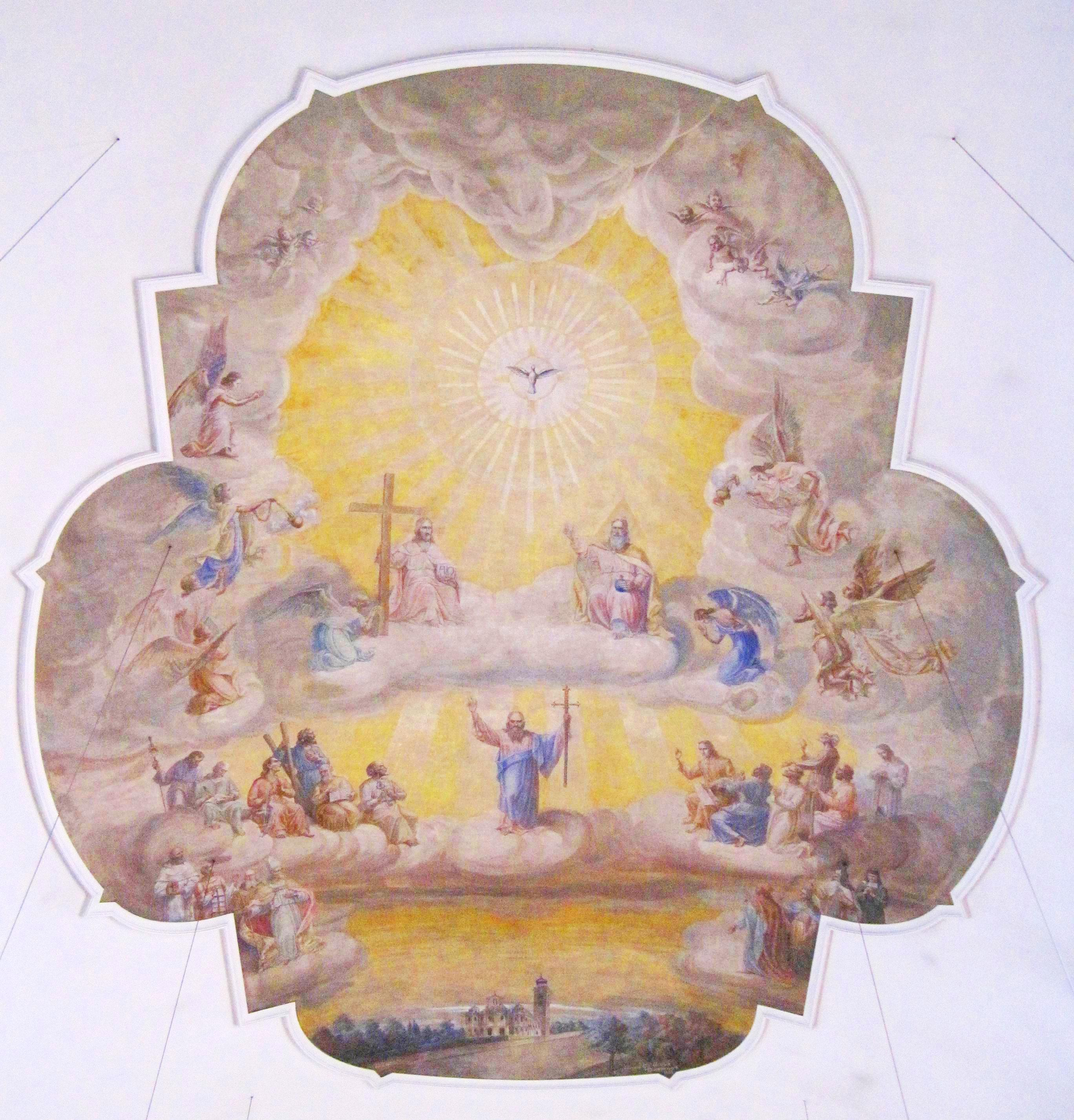
Deckengemälde von 1936 (Aufnahme 2013)

Die Architekturgeschichte der St.-Paulus-Kirche ist wissenschaftlich noch nicht erforscht und gedeutet worden. Stilgeschichtlich muss der in einem schweren neobarocken Stil entworfene Bau als ein besonders spätes Beispiel historistischer Architektur eingeordnet werden, was allerdings wohl nicht als künstlerisch rückständig zu interpretieren ist, sondern als bewusst traditionalistische Entscheidung einer Diaspora-Gemeinde. Adam Weinhag hatte kurz zuvor von 1925 bis 1927 im nahen Heiligenstadt im katholischen Eichsfeld mit dem Redemptoristenkloster St. Klemens einen ähnlichen, bewusst altertümlichen Sakralbau entworfen. In seinen überlieferten Bemerkungen von 1929 zur Einweihung der Göttinger St.-Paulus-Kirche umschrieb Weinhag die architektonische Besonderheit und seine architektonisch-kompromisshafte Haltung wie folgt:

„Die Künstler der heutigen Zeit werden, wenn sie eine neue Kirche bauen sollen, vor eine Aufgabe gestellt, die sie immer in einen Konflikt bringt dahingehend, daß sie dem Zeitgeist und der Zeitströmung entsprechend gerne modern bauen möchten, daß sie aber im anderen Falle immer oder doch in den meisten Fällen individuell die Wünsche des Auftraggebers verarbeiten müssen. Eine Mittellinie zu finden, die beiden Fällen gerecht wird, ist heute die große Kunst des schaffenden Architekten.“

St. Paulus ist eine geostete Basilika in Parallellage zur Wilhelm-Weber-Straße, deren zu einem Vorplatz ausgerichtete, repräsentative Westfassade mit Giebel, vorschwingender Eingangshalle und Balkon von zwei gedrungenen Ecktürmen flankiert wird. Die Außenwände des Langhauses gliedern konkav eingezogene Strebepfeiler zwischen den Obergaden-Fenstern. Den Ostabschluss bildet eine flachrunde Apsis mit Umgang. Auf der Straßenseite erhebt sich vorgerückt ein hoher Uhr- und Glockenturm mit Umgang, achteckigem Obergeschoss und Zwiebelhaube. Die Turmuhr stiftete die Stadt Göttingen. Ein angebauter Seitenflügel auf der Nordseite, der wie ein Querhausarm wirkt, enthielt ursprünglich eine Küsterwohnung und einen Versammlungsraum. Im Erdgeschoss befindet sich zudem die Sakristei. Für die Fassaden wurde als Baumaterial „der wunderbar gefärbte und außerordentlich wetterfeste Muschelkalk aus dem Bruche bei Heiligenstadt im Eichsfeld“ (Adam Weinhag) besorgt, der steinmetzmäßig betont grob bossiert wurde und damit gestalterisch reizvoll kontrastiert zu den fein scharrierten Gliederungselementen der Lisenen, Gesimse und Fensterrahmungen. Im Westgiebel befindet sich eine Figurennische mit überlebensgroßer Statue des Kirchenpatrons Paulus.
Der monumental wirkende Innenraum wird dominiert von dem breiten Mittelschiff, dem schmale Seitenschiffe angefügt sind, die nach Osten ihre Fortsetzung in einem Chorumgang finden. Das Mittelschiff überspannt ein leichtes Rabitz-Gewölbe, das über Drahtseile am Dachtragwerk befestigt ist.
Die gottesdienstlichen Ausstattungsstücke der Ursprungszeit wurden bei Umgestaltungen ab 1958 vor dem Hintergrund der Reformen des Zweiten Vatikanischen Konzils entfernt oder neu gestaltet. Glanzstücke der verbliebenen alten Ausstattung sind Glasmalereien (mit Stifterinschriften) von dem Essener Glaskünstler Wilhelm Hallermann aus dem Jahr 1936 sowie das ebenfalls erst 1936 fertiggestellte barockisierende Deckengemälde des Malers Eduard Goldkuhle aus der Wiedenbrücker Schule, das die Apotheose des Heiligen Paulus darstellt. 1959 erfolgte die Umgestaltung der Marienkapelle in eine Kriegergedächtniskapelle. Die konzeptionelle und künstlerische Neugestaltung des Chorraums von 1968/1969 wurde vom Aachener Silber- und Goldschmied Hubertus Förster (1929–2020) vorgenommen. Am 10. März 1972 weihte der Hildesheimer Bischof Heinrich Maria Janssen den neuen Altar.
Das neue Taufbecken von 1994 mit seinen Email-Mosaiks stammt in Entwurf und Ausführung von Schwester Gemma Lumb aus der Benediktinerinnen-Abtei Herstelle.
2018 wurde der Innenraum der Kirche in weiten Teilen erneut umgestaltet und erhielt nach Plänen des Innenarchitekten Bernd Rokahr (Hannover) eine neue Farbgebung und ein neues Lichtkonzept. Bei dieser Gelegenheit wurden auch originale Ausstattungsstücke wie der etwa eine halbe Tonne schwere, aus Sandstein gearbeitete Taufstein von 1929 aus der Kirche entfernt. Der „aussortierte Taufstein“ stand zunächst im Garten des Küsters. Seit 2022 steht der Taufstein auf dem Gelände des Klosterstifts Marienfließ (Priegnitz) im Freien am Ufersaum des Flüsschens Stepenitz und dient dort wieder der kirchlichen Taufe.

## Liste der Pfarrer, Gemeindeorganisation
Pfarrerliste:
- 1929–1936, Johannes Maring
- 1937–1967, Robert Marheinke
- 1967–1975, Franz Ziegler
- 1976–1986, Joop Bergsma
- 1986–1988, Nikolaus Wyroll
- 1988–2008, Norbert Hübner
- Seit 2008: Hans R. Haase

Seit dem 1. September 2008 gehören zur Pfarrei St. Paulus auch die Kirchen St. Franziskus in Bovenden und St. Vinzenz im Göttinger Stadtteil Weende.

## Orgeln

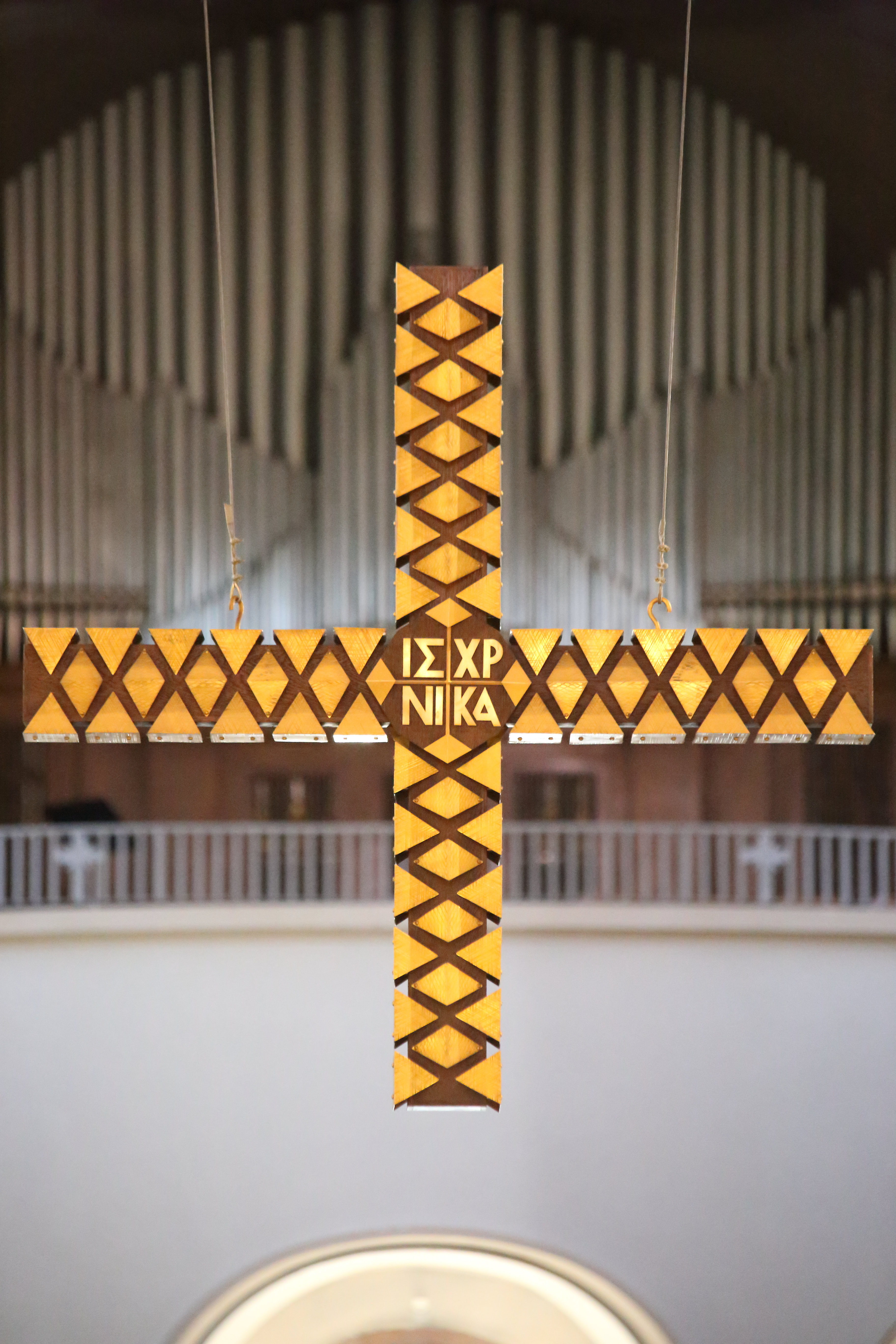
Hängekreuz des Chorraumes (Rückseite), im Hintergrund die Westempore mit der Hauptorgel (Aufnahme 2015)

### Hauptorgel
Die St. Paulus-Kirche war 1929 „zunächst nur mit einer kleinen, ja winzigen Orgel (4 Register; Firma Furtwängler & Hammer, Hannover) als Provisorium ausgestattet worden.“
Am 17. Oktober 1954 erklang erstmals die neue, durch die Orgelbaufirma Gebr. Krell (Duderstadt) erbaute elektropneumatische Kegel- und Taschenladenorgel im Rahmen des 25-jährigen Jubiläums der Kirche (allerdings nur teilfertig mit 9 Registern). Die Weihe der fertiggestellten Orgel erfolgte schließlich am 22. Januar 1956. Disponiert wurde sie durch Joachim Förster, der bis 1988 (†) als Organist sowie Leiter und Gründer des Singkreises an St. Paulus wirkte. Verteilt auf drei Manuale und Pedal umfasst die Orgel 39 Register mit insgesamt 2794 Pfeifen und 2 Transmissionen. Wegen ihres symphonischen Klangspektrums wird die Orgel von St. Paulus auch zu konzertanten Zwecken genutzt. Die Klangcharakteristik der Orgel ist in Göttingen einmalig.
In den Jahren 2006/2007 wurde das Instrument zuletzt durch die Orgelbaufirma Gebrüder Stockmann (Werl) technisch generalüberholt und eine behutsame Intonationsveränderung vorgenommen, sodass das Klangbild eines Instruments, aus den Ideen der Orgelbewegung erwachsen, im Wesentlichen erhalten werden konnte.
| I Hauptwerk C–g3 |             |       |
| 1.               | Quintadena  | 16′   |
| 2.               | Prinzipal   | 8′    |
| 3.               | Hohlflöte   | 8′    |
| 4.               | Dolcan      | 8′    |
| 5.               | Oktave      | 4′    |
| 6.               | Gemshorn    | 4′    |
| 7.               | Quinte      | 2 ⁄3′ |
| 8.               | Superoktave | 2′    |
| 9.               | Mixtur IV–V | 2′    |
| 10.              | Fagott      | 16′   |
| 11.              | Trompete    | 8′    |

| II Schwellwerk C–g3 |                  |       |
| 12.                 | Gedeckt          | 8′    |
| 13.                 | Viola da Gamba   | 8′    |
| 14.                 | Unda maris       | 8′    |
| 15.                 | Prinzipal        | 4′    |
| 16.                 | Traversflöte     | 4′    |
| 17.                 | Nasat            | 2 ⁄3′ |
| 18.                 | Waldflöte        | 2′    |
| 19.                 | Oktävlein        | 1′    |
| 20.                 | Sesquialtera III |       |
| 21.                 | Scharff IV       | 1 ⁄3′ |
| 22.                 | Dulcian          | 16′   |
| 23.                 | Hautbois         | 8′    |
|                     | Tremulant        |       |

| III Positiv C–g3 |            |        |
| 24.              | Rohrflöte  | 8′     |
| 25.              | Blockflöte | 4′     |
| 26.              | Prinzipal  | 2′     |
| 27.              | Terz       | 1 3⁄5′ |
| 28.              | Quinte     | 1 ⁄3′  |
| 29.              | Cymbel IV  | 1′     |
| 30.              | Vox humana | 8′     |
|                  | Tremulant  |        |

| Pedal C–g3 |                     |       |
| 31.        | Untersatz           | 32′   |
| 32.        | Prinzipalbass       | 16′   |
| 33.        | Subbass             | 16′   |
| 34.        | Salizetbass         | 16′   |
| 35.        | Oktavbass           | 8′    |
|            | Hohlflöte (= Nr. 3) | 8′    |
| 36.        | Choralbass          | 4′    |
| 37.        | Rauschpfeife IV     | 1 ⁄3′ |
| 38.        | Posaune             | 16′   |
|            | Trompete (= Nr. 11) | 8′    |
| 39.        | Schalmey            | 4′    |

- Koppeln: II/I, III/I, III/II, Sub II/I, Superoktavkoppel in I, I/P, II/P, III/P
- Spielhilfen: Walze, 3 freie Kombinationen, 3 feste Kombinationen, Pedalkombination, Einzel- und Gesamtabsteller für die Zungenstimmen

### Truhenorgel
Orgelbaumeister Daniel Gruber aus Schenkenzell im Schwarzwald fertigte 2004/2005 die Truhenorgel von St. Paulus. Heimische, ausgewählte und abgelagerte Hölzer aus dem Schwarzwald wurden für ihren Bau verwendet. Für die Obertasten der Klaviatur verwendete der Erbauer Ebenholz, was zu den außereuropäischen Laubhölzern zählt. Die einmanualige Truhenorgel verfügt über insgesamt 258 Pfeifen (verteilt auf 5 Register), 108 davon aus Holz. Die Disposition ist der Kirchenraumgröße angepasst. Durch Verschieben der Klaviatur kann auf der Truhenorgel nicht nur im Kammerton mit a′ 440 Hz, sondern auch ein Halbton tiefer (a′ 415 Hz) oder ein Halbton höher (a′ 466 Hz) musiziert werden. Die im Chorraum stehende Truhenorgel wird zur Liturgiegestaltung und zu konzertanten Zwecken eingesetzt.
Disposition:
| 1. Regal 8′ (Zungenregister der Göttinger Firma Giesecke)                                               |
| 2. Bourdon 8′ (Holzregister und zugleich Fundament des Orgelklanges)                                    |
| 3. Flöte 4′ (Holzregister von C bis e0 gedeckt, f0 bis e1 rohrgedeckt, f1 bis f3 offen mit Stimmdeckel) |
| 4. Quinte 2 ⁄3′ (ab c0 bis f3 aus 60 % Zinnbleilegierung)                                               |
| 5. Doublette 2′ (C bis f3 aus 60 % Zinnbleilegierung)                                                   |

## Glocken

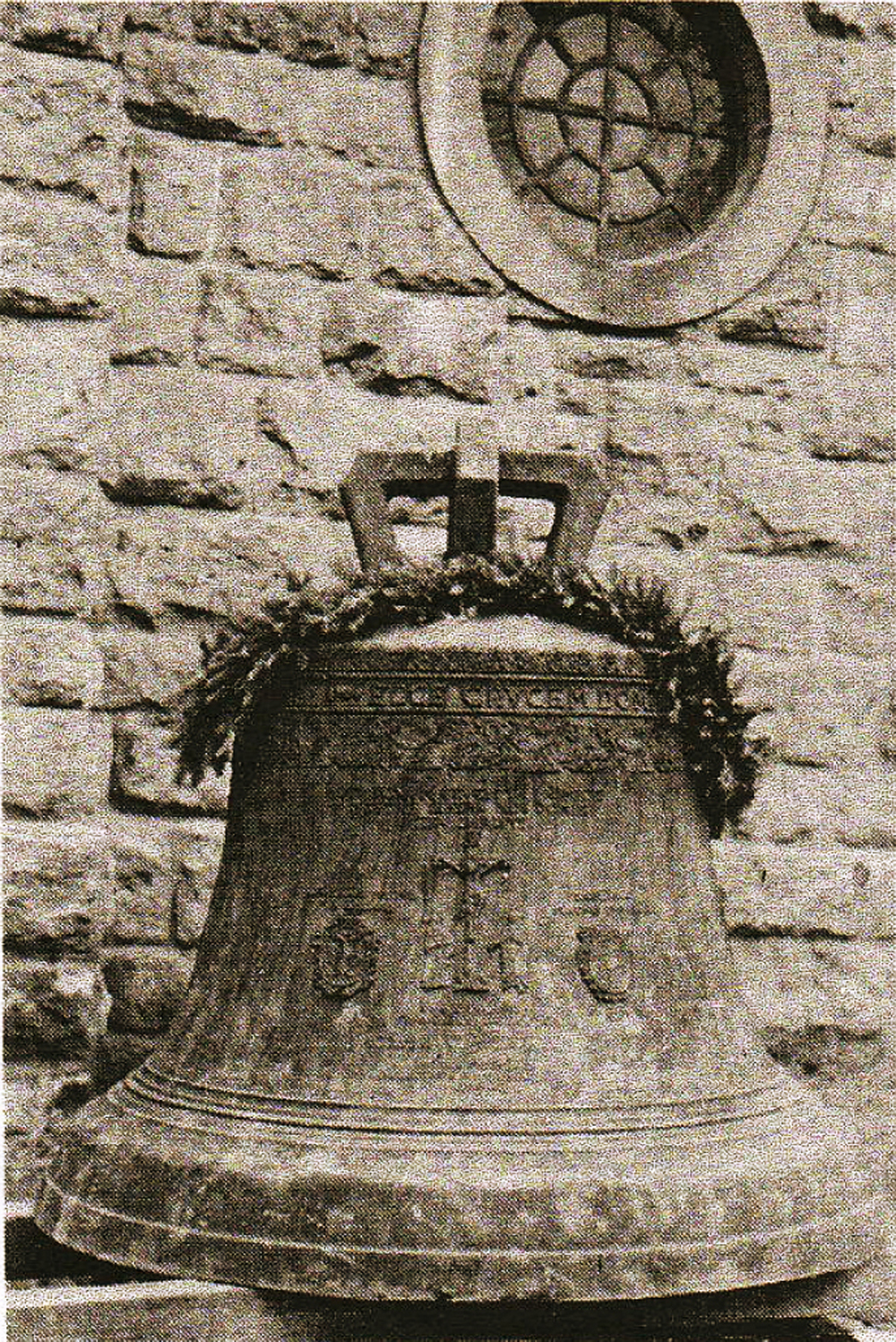
Die 2.000 kg schwere cis'-Glocke aus Oppeln (Schlesien)

Ursprünglich verfügte die St. Pauluskirche über ein 5-stimmiges Bronzegeläut in der Tonfolge as' – g' – f' – es' – c'. Zu Kriegszwecken wurden die vier größten Glocken 1942 zur Einschmelzung in Hamburg eingezogen.
Vom „Glockenfriedhof“ Hamburg erhielt die Gemeinde Ende 1951 drei barocke „Patenglocken“ aus Schlesien. Seitdem stellt sich das Gesamtgeläute von St. Paulus wie folgt dar:
gis' (umintonierte Glocke aus dem Ursprungsbestand)
fis' („Patenglocke“, Herkunft Friedberg, Gussjahr 1699)
e' („Patenglocke“, Herkunft Troppau, Gussjahr 1637)
cis' („Patenglocke“, Herkunft Oppeln, Gussjahr 1702)

## Kirchenmusik

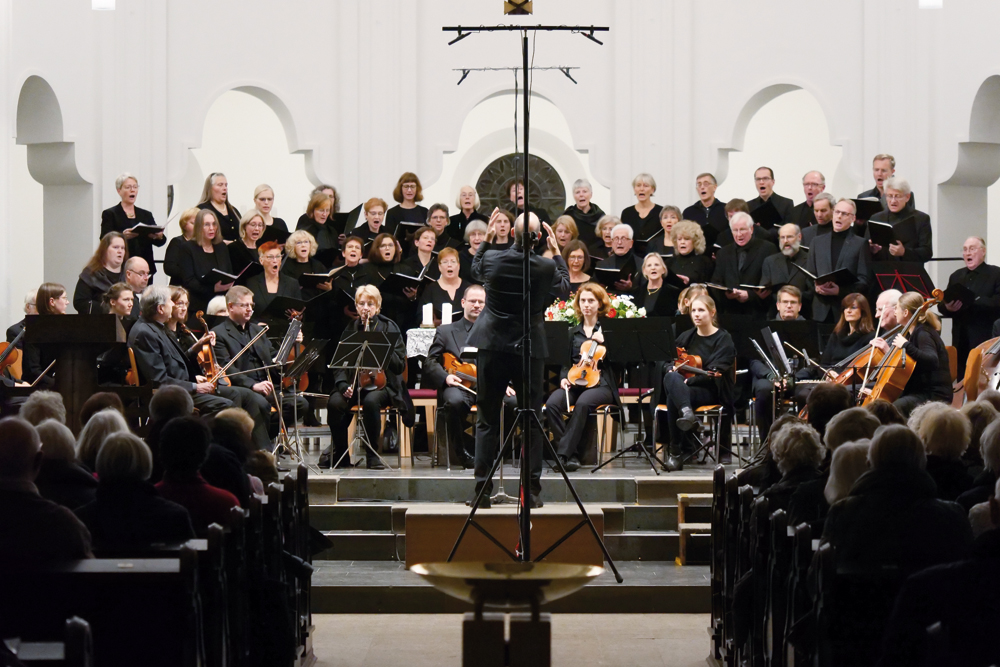
Der Singkreis St. Paulus e.V. konzertant im Chorraum der St. Pauluskirche (Aufnahme 2019)

St. Paulus ist auch ein Ort der Kirchenmusik. Seit vielen Jahren werden regelmäßig die Vorzüge des großen Kirchenraumes und ihre Ausstattungsmerkmale von Ensembles ganz unterschiedlicher Besetzungen für ihre Auftritte genutzt.
Der Singkreis St. Paulus e.V. (Gründungsjahr 1954) ist ein überkonfessionelles Ensemble und zugleich die Kantorei der Gemeinde. Seit 1990 ist Heiner Kedziora der musikalische Leiter. Die Aufgabe des Chores ist in erster Linie die Gestaltung von Gottesdiensten und Andachten, an Hochfesten auch mit Orchester und Gesangssolisten. Das Arbeitsspektrum reicht von der Renaissance bis zur Moderne. Höhepunkt stellt das alljährliche Herbstkonzert in St. Paulus dar. Hier werden traditionell in erster Linie selten aufgeführte Werke zu Gehör gebracht.
Das Kammerorchester St. Paulus bildet sich projektbezogen aus ambitionierten Amateurmusikern der Stadt und des Landkreises Göttingen. Die Gesangspartien werden professionell besetzt.
Der Singkreis St. Paulus ist als gemeinnütziger Verein anerkannt. Das Singen und Musizieren in sozialen Einrichtungen hat seit seiner Gründung Tradition.